# Zinaída Iermólieva
Zinaída Vissariónovna Iermólieva, —transcrito también Ermólieva o Yermóleva; en ruso, Зинаи́да Виссарио́новна Ермо́льева (27 de octubre (15 de octubre C.J.), 1898 – 2 de diciembre de 1974) fue una médica especializada en microbiología y epidemiología de la Unión Soviética, miembro de la Academia de Ciencias Médicas de la URSS. Sus trabajos ayudaron a salvar miles de vidas, entre otros motivos por sus estudios del cólera y al proporcionar antibióticos de producción propia durante la Segunda Guerra Mundial. Por ello se la conoce como  «la madre de los antibióticos soviéticos» y por ello recibió el sobrenombre «Madam Penicilina».
En 1942, lideraba el equipo que aisló y desarrollo el primer antibiótico soviético derivado de la penicilina y conocido como krustozin o penicillium crustosum. Fue capaz de conseguir producirlo en grandes cantidades para distribuirlo durante la Gran Guerra Patria. También ayudó a sistematizar diferentes medidas para disminuir las infecciones y la creación de otros antibióticos domésticos de la estreptomicina, tetraciclina, cloranfenicol o la ecmolina (el primer antibiótico animal producido a partir del esturión).
Su popularidad sirvió de inspiración además, como propaganda de los éxitos de la Unión Soviética y para atraer a otras mujeres a la investigación científica. Fue condecorada con dos Orden de Lenin, con la Orden de la Bandera Roja del Trabajo, o representante soviética en la Organización Mundial de la Salud, entre otros reconocimientos durante su vida.

## Biografía

### Primeros años
Nacida en la ciudad de Frólovo, en ese momento en la provincia del Ejército del Don del Imperio Ruso (actual óblast del Voisko del Don). El padre de Zinaida era Vissarion Vassílievich Iermóliev, un rico militar cosaco y su madre, Aleksandra Gavrílovna, vivió posteriormente con su hija hasta su muerte a la edad de 92 años. Tenía también una hermana tres años mayor llamada Ielena. Estudio en el gymnasium Mariinski junto a su hermana en Novocherkask, y en 1915 se graduó con medalla de oro por sus excelentes notas, ingresando en la facultad de medicina de la Universidad de Don (actual Universidad Federal del Sur). Se dice que su elección fue influenciada por la muerte del compositor Chaikovski, cuando comía en un caro restaurante de Moscú se infectó fatalmente de cólera.
Al segundo año de estudios universitarios, eligió especializarse en microbiología, asistiendo a clases con, entre otros, los profesores Vladimir Barik y el microbiólogo Pável Zdrodovski, que estaba liderando la lucha contra la malaria. Durante estos años, la universidad era una de las más importantes del país. Bajo el liderazgo de Barik, comenzó a estudiar la bioquímica de los microbios y a realizar ensayos, no obstante en los años posteriores insistió en trasladarse a Moscú para lograr más medios para sus investigaciones. Fue en estos laboratorios donde por primera vez en la historia, Iermólieva aisló una bacteria similar al cólera de los intestinos de un paciente con diarrea, que entró en la nomenclatura de las bacterias como V. Phosphorescens S.
En 1921, poco después de finalizar la guerra civil rusa, Iermólieva se graduó en medicina.

### El desarrollo de la penicilina soviética
En 1925, con 27 años Iermólieva fue nombrada jefe del departamento de bioquímica microbiana de la Academia de Ciencias de la URSS. Allí, inició sus investigaciones sobre bacteriófagos y agentes antimicrobianos naturales, en particular la lisozima.

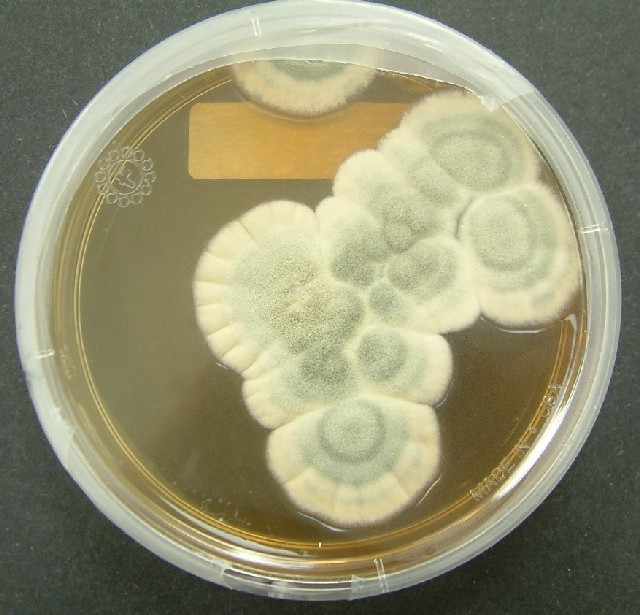
Penicillium chrysogenum

Alexander Fleming ya había descubierto se podía sintetizar el componente medicinal de uno de los moho de la familia Penicillium -conocidos por producir penicilina- y que podría ser un importante antibiótico para muchas enfermedades en 1928. Pero no consiguió que su descubrimiento fuera masivamente accesible, ya que el cultivo del hongo era extremadamente inestable en su forma más concentrada y se necesitaba grandes cantidades de cultivo de la cepa para producir muy poca penicilina. 
A este problema, entre otros, se dedicó Iermólieva. Durante la Gran Guerra Patriótica, aisló una cepa diferente productora de penicilina, el  krustozin (penicillium crustosum). Para probar este tratamiento, fue una de los muchos científicos que viajó hasta la República Autónoma de Abjasia para visitar el Instituto de Patología Experimental y Terapia de la Academia de Ciencias de Abjasia en Sujumi, uno de los centros científicos más importantes de la Unión y del mundo en ese momento. De esta manera, se probó los efectos en primates de la primera penicilina soviética desarrollada por Iermólieva, antes de empezar a utilizarse en seres humanos.

En 1928 ya se había ganado cierto reconocimiento en el extranjero, participando en publicaciones extranjeras y siendo invitada a algunas conferencias en otros países. En una conferencia en Berlín, conoce al que será su primer marido Lev Zílber, un importante investigador de virología y oncología, quién descubrió como las garrapatas la principal forma de propagación del virus de la encefalitis. Sin embargo dos años después se terminarían divorciando aunque continuarían manteniendo contacto sobre todo a nivel científico. 

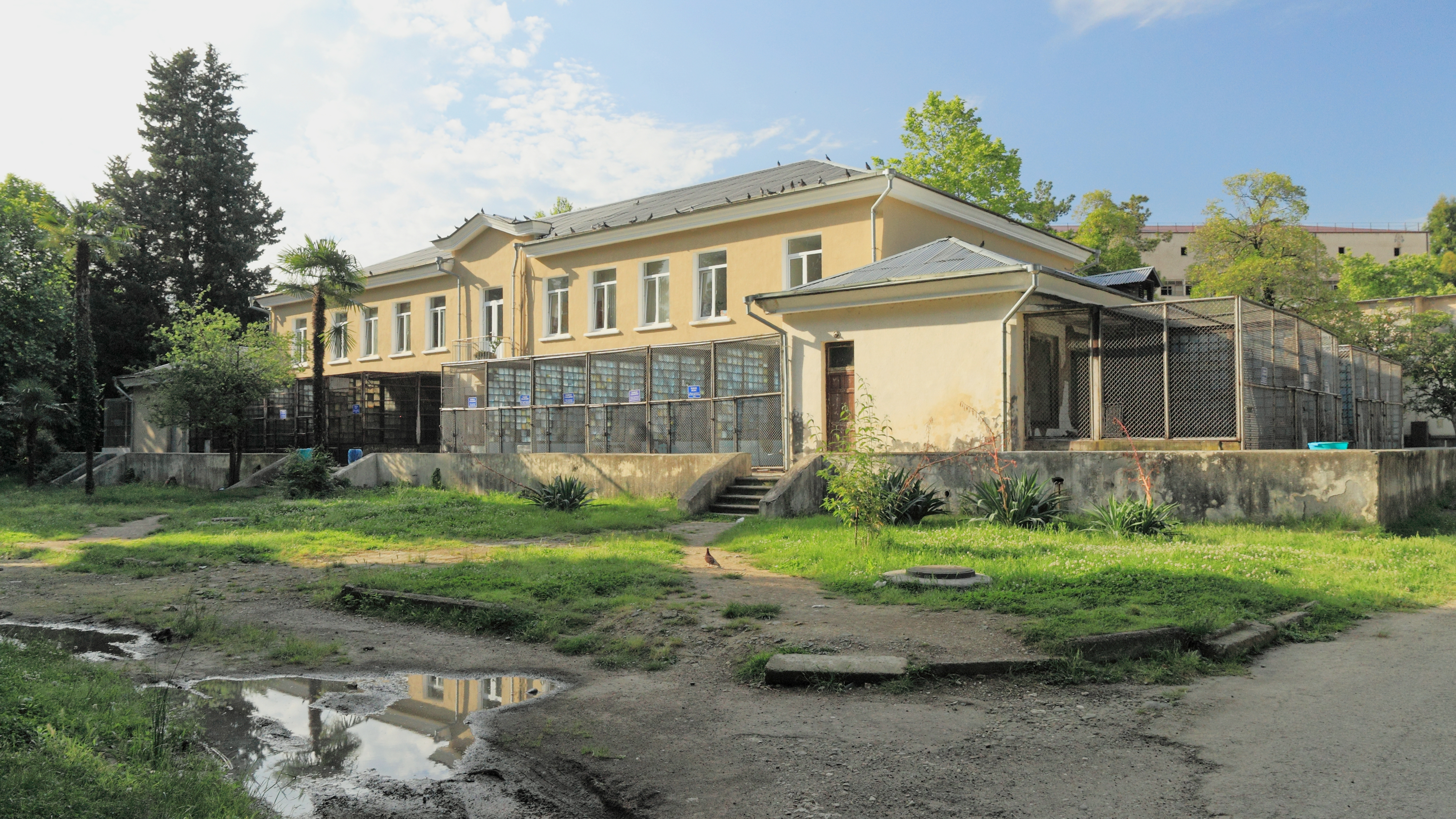
El antiguo Instituto de Patología Experimental y Terapia de la Academia de Ciencias de Abjasia en Sujumi (Abjasia).

En 1931 estudia y pone en práctica un medicamento terapéutico basado en la enzima lisozima.
En 1937,  la policía política NKVD detiene a Zílber, acusado de tener responsabilidad con un brote de enfermedad infecciosa en Azerbaiyán, aunque pronto es liberado por las autoridades en Moscú. Sin embargo, poco después, vuelve a ser arrestado acusado de ser espía del Imperio de Japón y de traer de allí la encefalitis pero vuelve a ser liberado en 1940. Ese mismo año por tercera vez, la policía política lo vuelve a arrestar por el artículo 58 («Traidor a la madre patria») para así internarlo en un campo de trabajo. No será puesto en libertad y rehabilitado hasta marzo de 1944. Sin embargo durante sus años de prisionero, Iermólieva no le abandona y le muestra su apoyo, escribiendo cartas a otros compañeros científicos y autoridades para su liberación. Cuando el gobierno aprueba su liberación, Zílber obtendrá de nuevo rápidamente el reconocimiento de las autoridades soviéticas con distintos premios y reconocimientos. 
Se vuelve a casar con el también microbiólogo, Aleksey Zajarov, inspector sanitario jefe de la URSS y el jefe del departamento epidemiológico del Instituto de Enfermedades Infecciosas. Sin embargo, es también arrestado en 1938, y dos años después termina muriendo en una prisión hospitalizada.
En 1939, fue enviada a Afganistán donde elaboró sistemas para el diagnóstico rápido del cólera y medicamentos para combatirlo, y también contra la fiebre tifoidea y la difteria habituales en esa región.

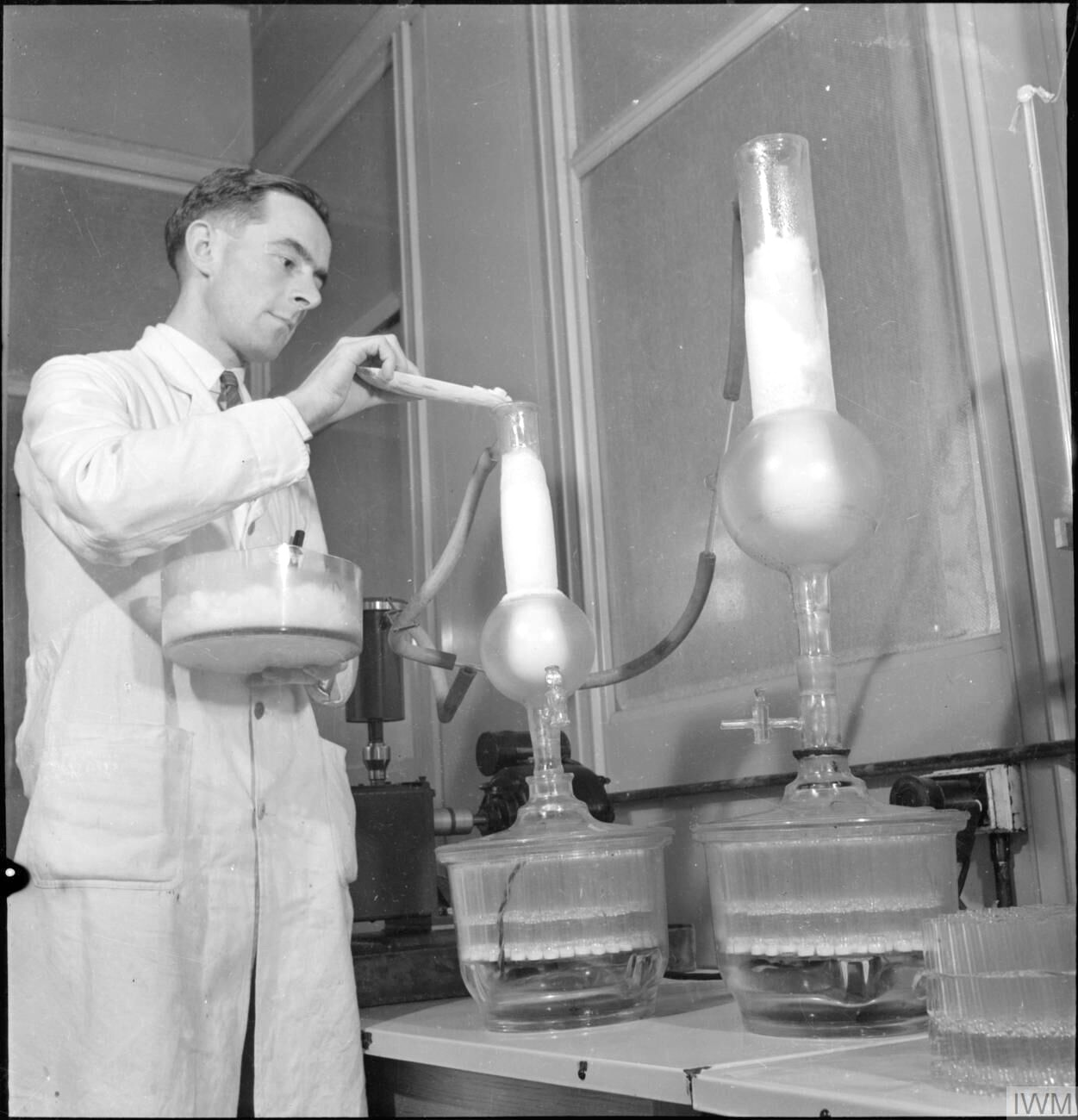
Un técnico de laboratorio mide la penicilina purificada en ampollas o botellas. Luego se liofiliza y el hielo se evapora al vacío. Al final de este proceso, queda un polvo: esta es la valiosa penicilina.

En 1942, Iermólieva publicó los resultados de un experimento que realizó sobre ella misma con 24 años, ya que se había infectado bebiendo una solución estándar con la bacteria vibrio cholerae, la causante del cólera, amenazando su vida pero finalmente logrando salvarse. Ese mismo año se empezó a utilizar la bencilpenicilina en la URSS. Gracias a esto, se consiguió sintetizar una versión local de la penicilina basada en el organismo penicillium crustosum (a diferencia de la versión occidental, que se basaba en el Penicillium chrysogenum), y así no necesitar de antibióticos de terceros países por primera vez. Los resultados de su estudio se consideran fundamentales para la introducción de medidas preventivas contra el cólera en las operaciones militares de la Unión en el Frente Oriental.
Durante el mismo año, durante la batalla de Stalingrado fue enviada a la ciudad para prevenir la enfermedad del cólera en la población y en el ejército rojo. Allí se puso en marcha la producción de bacteriófagos de cólera, administrándose diariamente a cincuenta mil personas, mientras Iermólieva se vio inmersa en el asedio a la ciudad por las tropas alemanas. También se trató de minimizar las posibles infecciones con tratamientos mediante cloro del agua potable, entre otras medidas higiénicas. Las tropas alemanas sufrieron un brote de cólera pero no llegó a afectar de manera importante al ejército soviético y a la población sitiada.
En 1943, la penicilina se estaba produciendo a gran escala para fines militares principalmente pero también civiles en menor proporción, tanto en Estados Unidos como en el Reino Unido. Un año después, la Unión Soviética anuncia que comienza por primera vez a producir en grandes cantidades su versión local de penicilina.
El investigador de la penicilina y profesor en la Universidad de Oxford, Howard Florey, llegó a la URSS. Florey llevaba sus propias muestras a Moscú para compararlas a los avances soviéticos. Las autoridades soviéticas anunciaron que la versión de la penicilina de Iermólieva, actuaba de manera más eficiente, aunque los resultados no fueron aprobados por Florey. En 1945, el comité del premio Nobel concedió el premio de fisiología o medicina conjunto a Alexander Fleming, Ernst Boris Chain y Howard Florey «por el descubrimiento de la penicilina y su efecto curativo en varias enfermedades infecciosas».

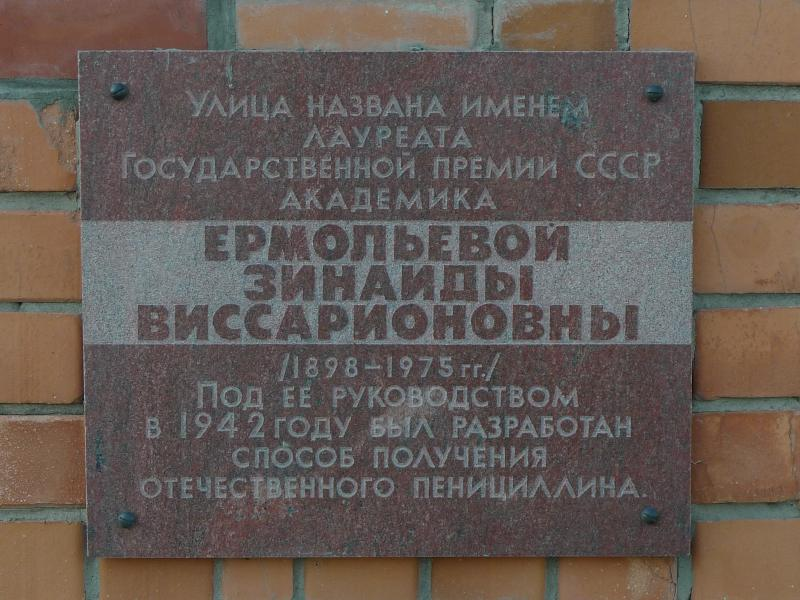
Placa en la ciudad de Frólovo en una calle con su nombre, con el texto: «Los microbiólogos Zinaída Iermólieva y T. I. Balezian fueron los primeros en 1942 que consiguieron muestras de penicilina en la Unión Soviética.»

### Vida posterior
En 1947, Iermólieva se convirtió en directora del reciente constituido Instituto de Antibióticos del Ministerio de Salud Pública de la URSS. Obtiene en laboratorio muestras de streptomycinea.
Desde 1952 hasta su muerte, dirigió el Departamento de Microbiología del Instituto Médico Central de Postgrado de Moscú (actual Academia Médica Rusa de Educación de Postgrado).
El 17 de marzo de 1948, el periódico Pravda anunció que la «penicilina es un descubrimiento ruso» basado en los trabajos de Iermólieva.
En 1965, entra como miembro de pleno derecho en la Academia de Ciencias Médicas de la URSS. 
En 1970, recibe el premio al Honorable trabajador científico de la República Soviética Federal de la República Socialista.
Tras una conferencia científica por la tarde, murió la noche del 2 de diciembre de 1974. Fue enterrada en Moscú, en el cementerio de Kuzminski.

## Obras
Es autora de más de 500 trabajos científicos y 6 monografías. Entre otros, escribió el libro Cólera en 1942;  Penicilina, en 1956;  Estreptomicina en 1956;  Antibióticos , polisacáridos bacterianos e interferón, en 1968.
Fue fundadora y redactora jefe de la revista soviética especializada en microbiología «Antibiotiki» (en ruso: Антибиотики, es decir, antibióticos).

## Reconocimientos
- Lev Zílber, un virólogo soviético que fue su primer marido, le dedicó su obra «Encefalitis epidémica», en 1945.[16]
- Veniamín Kaverin se inspiró en la carrera científica de Iermólieva para crear el personaje de Tatiana Vlasenkova en su trilogía «Libro abierto» —en ruso: Открытая книга—, obra acerca de la intelligentsia soviética, publicada entre 1948 y 1956. En 1973, el libro fue adaptado al cine en forma de película, y posteriormente al formato de una serie de televisión en 1977 .[17][18]
- Zinaída sirvió también de base para el carácter ficticio de Anna Valerievna Dyachenko, un personaje de la serie rusa de televisión «Gatos negros» —en ruso, Чёрные кошки—, producida en 2013 y ambientada en Rostov del Don durante la posguerra de la Segunda Guerra Mundial.[19]
- El personaje principal de la obra de Alexander Lipovsky, «Al borde del misterio», está basado en su vida.[20]
- El 24 de octubre de 2018 apareció en un doodle de Google en Rusia como homenaje a su contribución científica.[21]